# Johann Nepomuk Wilczek

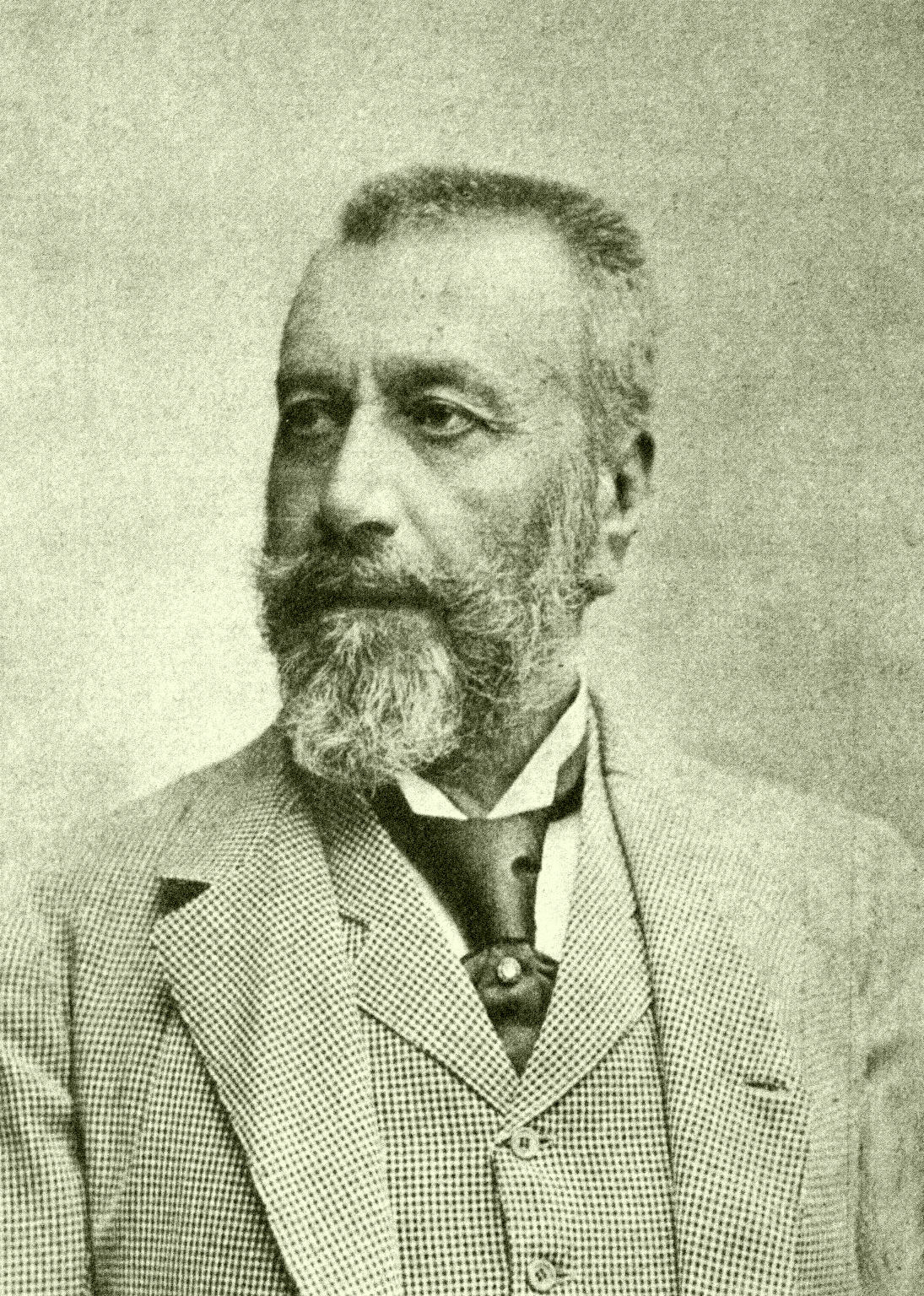
Graf Hanns Wilczek, fotografiert von Carl Pietzner (um 1906)

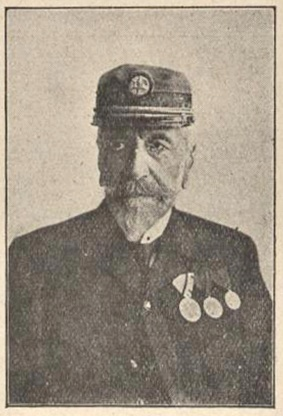
Graf Hanns Wilczek in Uniform der Wiener Freiwilligen Rettungsgesellschaft (Nachruf „Stadt Gottes“, Jahrgang 1921/22)

Johann Nepomuk Joseph Maria Graf Wilczek (* 7. Dezember 1837 in Wien; † 27. Jänner 1922 ebenda), genannt Graf Hanns Wilczek, war ein österreichischer Polarforscher und Kunstmäzen.

## Leben
Graf Wilczek studierte Archäologie, Kunst- und Naturgeschichte und ging 1863 nach Süd-Russland, auf die Krim und in den Kaukasus. Als Freiwilliger nahm er 1866 an der Schlacht bei Königgrätz teil und wurde für seine Tapferkeit ausgezeichnet. Zwischen 1868 und 1870 bereiste er Afrika.
Hans Wilczek war der wichtigste Förderer der Österreichisch-Ungarischen Nordpolexpedition von Julius Payer und Carl Weyprecht in den Jahren 1872 bis 1874. Mit seinem Geld wurde der Schoner S/X Admiral Tegetthoff gebaut und die nötige umfangreiche Ausstattung für die Expedition gekauft.
1872 war er auch Leiter der Zweiten Isbjörn Expedition, deren Zweck es war, ein Kohle- und Proviantdepot für die Polarexpedition zu errichten. Nach dem zufälligen Zusammentreffen von Isbjörn und Tegetthoff und dem Anlegen eines Lebensmitteldepots an der Küste der Barentsinsel erreichte die Isbjörn die Petschora-Mündung, von wo aus Wilczek auf der Petschora und Wolga durch Russland weiterreiste und am 9. November wieder in Wien eintraf. Als Fotograf war Wilhelm Burger mit ihm unterwegs.
Im weiteren Verlauf der Österreich-Ungarischen Nordpolexpedition entdeckte die Besatzung der – inzwischen vom Packeis eingeschlossenen – Tegetthoff 1874 eine Inselgruppe weiter nördlich und gab ihr nach ersten Erkundungen den Namen Kaiser-Franz-Joseph-Land. Die nördlichste Insel erhielt als Rudolf-Insel den Namen von Kronprinz Rudolf, zwei andere wurden Wilczek-Insel und Wilczek-Land genannt.
Nach zwei Überwinterungen (nur eine war geplant) gelangte die gesamte Mannschaft von etwa 30 Mann, nur der Maschinist Otto Krisch starb an einer Krankheit, mittels Behelfsbooten zu einem sicheren Hafen auf Nowaja Semlja zurück und wurde im Sommer 1874 in Wien triumphal empfangen.
Seit 1875 war Wilczek Präsident der Österreichischen Geographischen Gesellschaft und setzte sich für die Errichtung einer zeitweiligen österreichisch-ungarischen Forschungsstation im Rahmen des Ersten Internationalen Polarjahrs 1882/1883 ein. Er rüstete auf eigene Kosten die Station auf der Insel Jan Mayen aus. Seit 1881 war er Mitglied der Numismatischen Gesellschaft Wien.
Das k.u.k. Heeresmuseum (heute Heeresgeschichtliches Museum) in Wien fand in Graf Wilczek einen besonderen Förderer. Unter dem Vorsitz von Kronprinz Rudolf und Erzherzog Wilhelm war er Mitglied des 1885 gegründeten Komitees, dem die Bildung und Ausgestaltung des Museums oblag, das am 25. Mai 1891 durch Kaiser Franz Joseph eröffnet wurde. Bei der Eröffnungsfeier führte Wilczek persönlich den Kaiser durch die Schauräume.

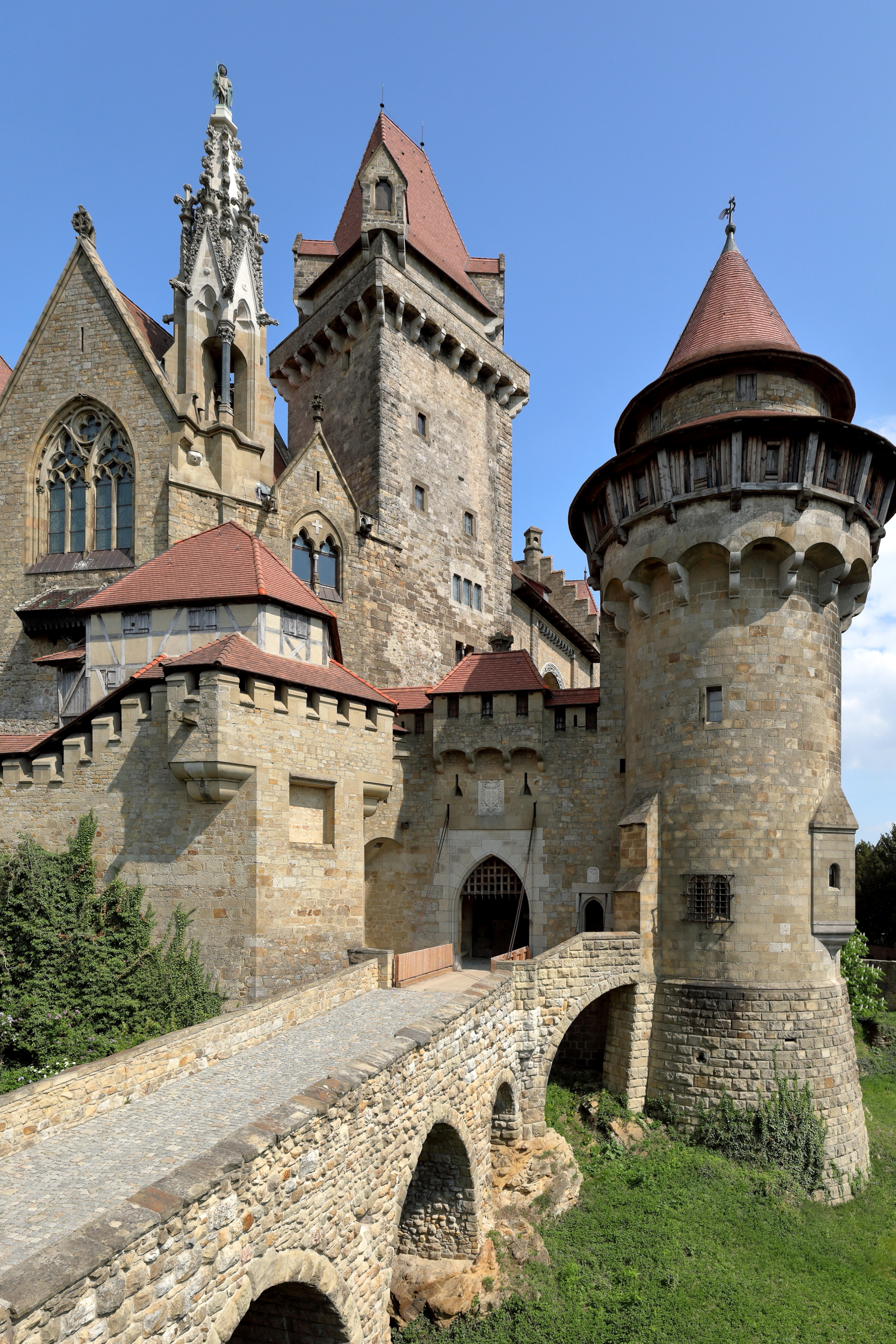
Burg Kreuzenstein

Von 1874 und 1906 ließ Wilczek die im Zuge des Dreißigjährigen Krieges zerstörte und anschließend als Baumaterial großteils abgetragene Burg Kreuzenstein bei Wien als Schau- bzw. Museumsburg für seine umfangreichen Kunstsammlungen wieder aufbauen. 1886 erwarb er Schloss Moosham.
Wilczek war gemeinnützig tätig und ließ in Wien gemeinsam mit Theodor Billroth das Rudolfinerhaus errichten, die Wiener Freiwillige Rettungsgesellschaft und das Wiener Studentenkonvikt gründen.
Johann Nepomuk Graf Wilczek starb am 27. Jänner 1922 in Wien und fand seine letzte Ruhestätte unter der Kapelle der Burg Kreuzenstein.

## Familie
Am 16. Mai 1858 heiratete er in Wien Emma Gräfin Emo-Capodilista (1833–1924), einer Hofdame von Erzherzogin Sophie. Das Paar hatte die Kinder Maria (* 1858), Elisabetha (* 1859), Johann (1861–1929) und Lucia (* 1862). 
Aber unabhängig davon war Wilczek ein Verehrer, ebenso wie Kaiser Franz Joseph, von Katharina Schratt, wie man aus Liebesbriefen aus dem Jahr 1886 entnehmen konnte.
Ein Ururenkel Wilczeks ist der regierende Fürst von Liechtenstein Hans-Adam II.

## Würdigung
1932 wurde die Wilczekgasse in Wien-Favoriten nach ihm benannt.
Porträts:
- 1907 Bronzegußplakette, 208:142 mm, 70. Geburtstag. Medailleur: Rudolf Marschall
- 1907 Silber- und Bronzeplakette, 65:44 mm, 70. Geburtstag. Medailleur: Rudolf Marschall
- 1917 Bronzemedaille, 66 mm, 80. Geburtstag. Medailleur: Josef Tautenhayn Junior